# Rhinischia
Rhinischia is een geslacht van rechtvleugeligen uit de familie sabelsprinkhanen (Tettigoniidae). De wetenschappelijke naam van dit geslacht is voor het eerst geldig gepubliceerd in 1954 door Beier.

## Soorten
Het geslacht Rhinischia omvat de volgende soorten:
- Rhinischia bacillifera Beier, 1954
- Rhinischia nigriventris Bruner, 1915
- Rhinischia precaria Piza, 1978
- Rhinischia regimbarti Griffini, 1898
- Rhinischia surinama Beier, 1954
- Rhinischia transiens Brunner von Wattenwyl, 1895
- Rhinischia unicolor Brunner von Wattenwyl, 1895
- Rhinischia vicina Beier, 1954